# Kanton Chomérac
Chomérac is een voormalig kanton van het Franse departement Ardèche. Het kanton maakte deel uit van het arrondissement Privas. Het werd opgeheven bij decreet van 13 februari 2014 met uitwerking op 22 maart 2015.

## Gemeenten

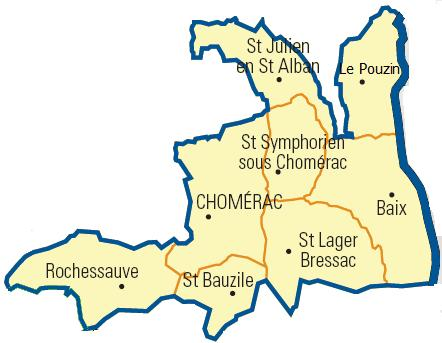
Ligging van gemeenten in het kanton

Het kanton Chomérac omvatte de volgende gemeenten:
- Baix
- Chomérac (hoofdplaats)
- Le Pouzin
- Rochessauve
- Saint-Bauzile
- Saint-Julien-en-Saint-Alban
- Saint-Lager-Bressac
- Saint-Symphorien-sous-Chomérac